# Ligue des champions de cyclisme sur piste 2023
Navigation
Ligue des champions 2022 Ligue des champions 2024
La Ligue des champions de cyclisme sur piste 2023 est une compétition organisée par Discovery Sports Events qui regroupe plusieurs épreuves de cyclisme sur piste. La saison débute le 21 octobre et se termine le 11 novembre 2023. Pour cette saison, cinq manches sont au programme.

## Calendrier
| Date        | Pays        | Vélodrome                              | Ville                     |
| ----------- | ----------- | -------------------------------------- | ------------------------- |
| 21 octobre  | Espagne     | Palma Arena                            | Palma                     |
| 28 octobre  | Allemagne   | Velodrom                               | Berlin                    |
| 4 novembre  | France      | Vélodrome de Saint-Quentin-en-Yvelines | Saint-Quentin-en-Yvelines |
| 10 novembre | Royaume-Uni | Vélodrome de Londres                   | Londres                   |
| 11 novembre | Royaume-Uni | Vélodrome de Londres                   | Londres                   |

## Liste des participants

### Sprint
| Hommes - Esow Alban - Sam Dakin - Tom Derache - Hsieh Nien-hsing - Mikhail Iakovlev - Daan Kool - Ronaldo Laitonjam - Melvin Landerneau - Harrie Lavreysen - Vasilijus Lendel - Tijmen van Loon - Kevin Quintero - Matthew Richardson - Lars Romijn - Mateusz Rudyk - Callum Saunders - Jean Spies - Joe Truman | Femmes - Ellesse Andrews - Martha Bayona - Alla Biletska - Sophie Capewell - Nicky Degrendele - Emma Finucane - Daniela Gaxiola - Lauriane Genest - Ruby Huisman - Miglė Lendel - Wang Lijuan - Katy Marchant - Kelsey Mitchell - Alessa-Catriona Pröpster - Ellie Stone - Lowri Thomas - Miriam Vece - Orla Walsh |

### Endurance
| Hommes - Dylan Bibic - Matthijs Büchli - Tuur Dens - Roy Eefting - Mathias Guillemette - Eiya Hashimoto - Tobias Hansen - Philip Heijnen - Jules Hesters - Gavin Hoover - Claudio Imhof - Quentin Lafargue - Sebastián Mora - William Perrett - Theo Reinhardt - Maximilian Schmidbauer - Mark Stewart - William Tidball | Femmes - Katie Archibald - Olivija Baleišytė - Maaike Brandwagt - Maggie Coles-Lyster - Emma Cumming - Neah Evans - Antonieta Gaxiola - Lara Gillespie - Hélène Hesters - Dannielle Khan - Sophie Lewis - Kate Richardson - Francesca Selva - Anita Stenberg - Petra Ševčíková - Sarah Van Dam - Lily Williams - Amalie Winther Olsen |

## Barème
Des points sont attribués aux quinze meilleurs coureurs de chaque épreuve,  dont 20 points pour le vainqueur. En cas d'égalité au classement, le résultat est déterminé à partir de la course précédente : le mieux placé lors de la dernière course gagne. Le leader de chaque classement est désigné par un maillot bleu clair.
| Position | 1  | 2  | 3  | 4  | 5  | 6  | 7 | 8 | 9 | 10 | 11 | 12 | 13 | 14 | 15 | 16–18 |
| -------- | -- | -- | -- | -- | -- | -- | - | - | - | -- | -- | -- | -- | -- | -- | ----- |
| Points   | 20 | 17 | 15 | 13 | 11 | 10 | 9 | 8 | 7 | 6  | 5  | 4  | 3  | 2  | 1  | 0     |

## Hommes

### Sprint

#### Résultats
| Lieu                      | Épreuve | Vainqueur          | Deuxième           | Troisième          | Leader du classement |
| ------------------------- | ------- | ------------------ | ------------------ | ------------------ | -------------------- |
| Palma                     | Vitesse | Harrie Lavreysen   | Tom Derache        | Mateusz Rudyk      | Harrie Lavreysen     |
| Palma                     | Keirin  | Harrie Lavreysen   | Kevin Quintero     | Matthew Richardson | Harrie Lavreysen     |
| Berlin                    | Vitesse | Harrie Lavreysen   | Mateusz Rudyk      | Matthew Richardson | Harrie Lavreysen     |
| Berlin                    | Keirin  | Harrie Lavreysen   | Matthew Richardson | Tom Derache        | Harrie Lavreysen     |
| Saint-Quentin-en-Yvelines | Vitesse | Matthew Richardson | Harrie Lavreysen   | Mateusz Rudyk      | Harrie Lavreysen     |
| Saint-Quentin-en-Yvelines | Keirin  | Harrie Lavreysen   | Mateusz Rudyk      | Matthew Richardson | Harrie Lavreysen     |
| Londres (I)               | Vitesse | Harrie Lavreysen   | Matthew Richardson | Mateusz Rudyk      | Harrie Lavreysen     |
| Londres (I)               | Keirin  | Kevin Quintero     | Harrie Lavreysen   | Matthew Richardson | Harrie Lavreysen     |
| Londres (II)              | Vitesse | Matthew Richardson | Harrie Lavreysen   | Callum Saunders    | Harrie Lavreysen     |
| Londres (II)              | Keirin  | Harrie Lavreysen   | Matthew Richardson | Mateusz Rudyk      | Harrie Lavreysen     |

#### Classement
| Pos. | Cycliste           | PAL | PAL | BER | BER | SQY | SQY | LON | LON | LON2 | LON2 | Points |
| Pos. | Cycliste           | V   | K   | V   | K   | V   | K   | V   | K   | V    | K    | Points |
| ---- | ------------------ | --- | --- | --- | --- | --- | --- | --- | --- | ---- | ---- | ------ |
| 1    | Harrie Lavreysen   | 1   | 1   | 1   | 1   | 2   | 1   | 1   | 2   | 2    | 1    | 191    |
| 2    | Matthew Richardson | 5   | 3   | 3   | 2   | 1   | 3   | 2   | 3   | 1    | 2    | 162    |
| 3    | Mateusz Rudyk      | 3   | 10  | 2   | 4   | 3   | 2   | 3   | 6   | 5    | 3    | 134    |
| 4    | Tom Derache        | 2   | 4   | 5   | 3   | 7   | 14  | 12  | 4   | 7    | 16   | 93     |
| 5    | Sam Dakin          | 15  | 9   | 13  | 6   | 4   | 9   | 8   | 5   | 4    | 8    | 81     |
| 6    | Kevin Quintero     | 13  | 2   | DNS | DNS | 12  | 4   | 4   | 1   | 11   | 11   | 80     |
| 7    | Joe Truman         | 4   | 11  | 15  | 10  | 5   | 8   | 5   | 13  | 8    | 5    | 77     |
| 8    | Callum Saunders    | 11  | 13  | 4   | 7   | 6   | 11  | 7   | 10  | 3    | 14   | 77     |
| 9    | Vasilijus Lendel   | 14  | 5   | 11  | 8   | 10  | 10  | 13  | 7   | 13   | 4    | 66     |
| 10   | Mikhail Iakovlev   | 7   | 17  | 6   | 5   | 15  | 15  | 6   | 9   | 16   | 10   | 55     |
| 11   | Jean Spies         | 10  | 12  | 9   | 17  | 17  | 6   | 9   | 11  | 18   | 6    | 49     |
| 12   | Melvin Landerneau  | 16  | 8   | 8   | 13  | 14  | 7   | 14  | 12  | 9    | 13   | 46     |
| 13   | Daan Kool          | 18  | 18  | 16  | 9   | 9   | 5   | 10  | 17  | 15   | 7    | 41     |
| 14   | Tijmen van Loon    | 9   | 6   | 7   | 16  | 13  | 17  | REL | 15  | 14   | 9    | 39     |
| 15   | Hsieh Nien-hsing   | 17  | 7   | 12  | 14  | 16  | 12  | 16  | 8   | 6    | 17   | 37     |
| 16   | Lars Romijn        | 6   | 16  | 10  | 11  | 11  | 16  | 17  | 14  | 12   | 15   | 33     |
| 17   | Esow Alban         | 8   | 14  | 17  | 15  | 8   | 13  | 11  | 18  | 17   | 12   | 31     |
| 18   | Ronaldo Laitonjam  | 12  | 15  | 14  | 12  | DNS | DNS | 15  | 16  | 10   | 18   | 18     |

### Endurance

#### Résultats
| Lieu                      | Épreuve              | Vainqueur       | Deuxième               | Troisième       | Leader du classement |
| ------------------------- | -------------------- | --------------- | ---------------------- | --------------- | -------------------- |
| Palma                     | Course scratch       | Eiya Hashimoto  | Mark Stewart           | Tuur Dens       | Eiya Hashimoto       |
| Palma                     | Course à élimination | Dylan Bibic     | William Tidball        | Jules Hesters   | Eiya Hashimoto       |
| Berlin                    | Course scratch       | Dylan Bibic     | Maximilian Schmidbauer | Tobias Hansen   | Dylan Bibic          |
| Berlin                    | Course à élimination | Jules Hesters   | Eiya Hashimoto         | William Tidball | Eiya Hashimoto       |
| Saint-Quentin-en-Yvelines | Course scratch       | Dylan Bibic     | Mathias Guillemette    | Tuur Dens       | Dylan Bibic          |
| Saint-Quentin-en-Yvelines | Course à élimination | Dylan Bibic     | Jules Hesters          | Sebastián Mora  | Dylan Bibic          |
| Londres (I)               | Course scratch       | Roy Eefting     | Dylan Bibic            | Tobias Hansen   | Dylan Bibic          |
| Londres (I)               | Course à élimination | William Tidball | Jules Hesters          | Sebastián Mora  | Dylan Bibic          |
| Londres (II)              | Course scratch       | Mark Stewart    | William Perrett        | Sebastián Mora  | Dylan Bibic          |
| Londres (II)              | Course à élimination | Tuur Dens       | Jules Hesters          | Philip Heijnen  | Dylan Bibic          |

#### Classement
| Pos. | Cycliste               | PAL | PAL | BER | BER | SQY | SQY | LON | LON | LON2 | LON2 | Points |
| Pos. | Cycliste               | S   | E   | S   | E   | S   | E   | S   | E   | S    | E    | Points |
| ---- | ---------------------- | --- | --- | --- | --- | --- | --- | --- | --- | ---- | ---- | ------ |
| 1    | Dylan Bibic            | 11  | 1   | 1   | 5   | 1   | 1   | 2   | 13  | 6    | 11   | 131    |
| 2    | William Tidball        | 13  | 2   | 7   | 3   | 4   | REL | 4   | 1   | 10   | 5    | 117    |
| 3    | Jules Hesters          | 14  | 3   | 11  | 1   | 5   | 2   | 10  | 2   | REL  | 2    | 113    |
| 4    | Mark Stewart           | 2   | 12  | 6   | 10  | 7   | 4   | 11  | 9   | 1    | 4    | 104    |
| 5    | Philip Heijnen         | 8   | 6   | 8   | 8   | 12  | 5   | 6   | 4   | 4    | 3    | 100    |
| 6    | Eiya Hashimoto         | 1   | 5   | 5   | 2   | 6   | 16  | 5   | 10  | 9    | 16   | 93     |
| 7    | Tobias Hansen          | 17  | 11  | 3   | 6   | 8   | 7   | 3   | 6   | 5    | 7    | 91     |
| 8    | Tuur Dens              | 3   | 7   | 17  | 15  | 3   | 11  | 8   | 8   | 7    | 1    | 89     |
| 9    | Sebastián Mora         | 7   | 4   | DNS | DNS | 11  | 3   | 7   | 3   | 3    | 8    | 89     |
| 10   | Mathias Guillemette    | 9   | 8   | 9   | 16  | 2   | 6   | 9   | 15  | 12   | 12   | 64     |
| 11   | Roy Eefting            | 10  | 15  | 4   | 14  | 16  | 14  | 1   | 17  | 8    | 9    | 58     |
| 12   | William Perrett        | 4   | 9   | 13  | 17  | 15  | 10  | 14  | 12  | 2    | 17   | 52     |
| 13   | Gavin Hoover           | 18  | 16  | 10  | 7   | 9   | 9   | 12  | 5   | 14   | 13   | 48     |
| 14   | Maximilian Schmidbauer | 5   | 14  | 2   | 13  | 14  | 15  | 15  | 11  | 15   | 14   | 43     |
| 15   | Theo Reinhardt         | 15  | DNS | 14  | 9   | 13  | 13  | 13  | 7   | 13   | 6    | 39     |
| 16   | Matthijs Büchli        | 16  | 13  | 12  | 4   | 10  | 10  | DNS | DNS | DNS  | DNS  | 32     |
| 17   | Claudio Imhof          | 6   | 10  | 15  | 11  | DNS | DNS | 17  | 16  | 16   | 10   | 28     |
| 18   | Quentin Lafargue       | 12  | DNS | 16  | 12  | 17  | 12  | 16  | 14  | 11   | 15   | 19     |

## Femmes

### Sprint

#### Résultats
| Lieu                      | Épreuve | Vainqueur                | Deuxième                 | Troisième                | Leader du classement     |
| ------------------------- | ------- | ------------------------ | ------------------------ | ------------------------ | ------------------------ |
| Palma                     | Vitesse | Alessa-Catriona Pröpster | Emma Finucane            | Martha Bayona            | Alessa-Catriona Pröpster |
| Palma                     | Keirin  | Ellesse Andrews          | Martha Bayona            | Alessa-Catriona Pröpster | Alessa-Catriona Pröpster |
| Berlin                    | Vitesse | Ellesse Andrews          | Katy Marchant            | Emma Finucane            | Ellesse Andrews          |
| Berlin                    | Keirin  | Ellesse Andrews          | Alessa-Catriona Pröpster | Lowri Thomas             | Ellesse Andrews          |
| Saint-Quentin-en-Yvelines | Vitesse | Ellesse Andrews          | Kelsey Mitchell          | Martha Bayona            | Ellesse Andrews          |
| Saint-Quentin-en-Yvelines | Keirin  | Alessa-Catriona Pröpster | Nicky Degrendele         | Ellesse Andrews          | Ellesse Andrews          |
| Londres (I)               | Vitesse | Alessa-Catriona Pröpster | Katy Marchant            | Emma Finucane            | Alessa-Catriona Pröpster |
| Londres (I)               | Keirin  | Martha Bayona            | Ellesse Andrews          | Emma Finucane            | Ellesse Andrews          |
| Londres (II)              | Vitesse | Ellesse Andrews          | Martha Bayona            | Alessa-Catriona Pröpster | Ellesse Andrews          |
| Londres (II)              | Keirin  | Ellesse Andrews          | Martha Bayona            | Emma Finucane            | Ellesse Andrews          |

#### Classement
| Pos. | Cycliste                 | PAL | PAL | BER | BER | SQY | SQY | LON | LON | LON2 | LON2 | Points |
| Pos. | Cycliste                 | V   | K   | V   | K   | V   | K   | V   | K   | V    | K    | Points |
| ---- | ------------------------ | --- | --- | --- | --- | --- | --- | --- | --- | ---- | ---- | ------ |
| 1    | Ellesse Andrews          | 6   | 1   | 1   | 1   | 1   | 3   | 5   | 2   | 1    | 1    | 173    |
| 2    | Alessa-Catriona Pröpster | 1   | 3   | 4   | 2   | 5   | 1   | 1   | 6   | 3    | 5    | 152    |
| 3    | Martha Bayona            | 3   | 2   | DNS | DNS | 3   | 4   | 4   | 1   | 2    | 2    | 127    |
| 4    | Emma Finucane            | 2   | 9   | 3   | 8   | 10  | 6   | 3   | 3   | 10   | 3    | 114    |
| 5    | Wang Lijuan              | 7   | 10  | 6   | 9   | 4   | 18  | 7   | 4   | 4    | 7    | 89     |
| 6    | Nicky Degrendele         | 11  | 5   | 11  | 4   | 6   | 2   | 11  | 9   | 5    | 12   | 88     |
| 7    | Katy Marchant            | 8   | 11  | 2   | 13  | 8   | 15  | 2   | 8   | 7    | 8    | 84     |
| 8    | Kelsey Mitchell          | 5   | 6   | 7   | 7   | 2   | 12  | 12  | 13  | 15   | 13   | 71     |
| 9    | Lauriane Genest          | 12  | 4   | 9   | 10  | 16  | 10  | 16  | 7   | 8    | 4    | 66     |
| 10   | Miriam Vece              | 9   | 17  | 8   | 5   | 9   | 13  | 8   | 11  | 9    | 6    | 66     |
| 11   | Sophie Capewell          | 4   | 13  | 16  | 6   | 7   | 7   | 9   | 15  | 11   | 11   | 62     |
| 12   | Lowri Thomas             | 10  | 15  | 5   | 3   | 13  | 5   | 10  | 12  | 12   | 15   | 62     |
| 13   | Daniela Gaxiola          | DNS | DNS | 10  | 12  | 12  | 8   | 6   | 5   | 6    | 10   | 59     |
| 14   | Orla Walsh               | 13  | 7   | 12  | 17  | 17  | 11  | 15  | 14  | 16   | 9    | 31     |
| 15   | Alla Biletska            | 16  | 8   | 15  | 15  | 15  | 16  | 13  | 10  | 13   | 14   | 25     |
| 16   | Miglė Lendel             | 17  | 12  | 13  | 11  | 11  | 9   | DNS | DNS | DNS  | DNS  | 24     |
| 17   | Ellie Stone              | 14  | 14  | 14  | 16  | 14  | 17  | 14  | 17  | 14   | 17   | 12     |
| 18   | Ruby Huisman             | 15  | 16  | 17  | 14  | 18  | 14  | 17  | 16  | 17   | 16   | 5      |

### Endurance

#### Résultats
| Lieu                      | Épreuve              | Vainqueur       | Deuxième            | Troisième           | Leader du classement |
| ------------------------- | -------------------- | --------------- | ------------------- | ------------------- | -------------------- |
| Palma                     | Course scratch       | Lily Williams   | Katie Archibald     | Maggie Coles-Lyster | Lily Williams        |
| Palma                     | Course à élimination | Katie Archibald | Anita Stenberg      | Lily Williams       | Katie Archibald      |
| Berlin                    | Course scratch       | Lily Williams   | Sarah Van Dam       | Anita Stenberg      | Lily Williams        |
| Berlin                    | Course à élimination | Katie Archibald | Maggie Coles-Lyster | Anita Stenberg      | Katie Archibald      |
| Saint-Quentin-en-Yvelines | Course scratch       | Sarah Van Dam   | Maggie Coles-Lyster | Katie Archibald     | Katie Archibald      |
| Saint-Quentin-en-Yvelines | Course à élimination | Katie Archibald | Anita Stenberg      | Lara Gillespie      | Katie Archibald      |
| Londres (I)               | Course scratch       | Dannielle Khan  | Lily Williams       | Sophie Lewis        | Katie Archibald      |
| Londres (I)               | Course à élimination | Katie Archibald | Anita Stenberg      | Lara Gillespie      | Katie Archibald      |
| Londres (II)              | Course scratch       | Neah Evans      | Lara Gillespie      | Olivija Baleišytė   | Katie Archibald      |
| Londres (II)              | Course à élimination | Lara Gillespie  | Anita Stenberg      | Katie Archibald     | Katie Archibald      |

#### Classement
| Pos. | Cycliste             | PAL | PAL | BER | BER | SQY | SQY | LON | LON | LON2 | LON2 | Points |
| Pos. | Cycliste             | S   | E   | S   | E   | S   | E   | S   | E   | S    | E    | Points |
| ---- | -------------------- | --- | --- | --- | --- | --- | --- | --- | --- | ---- | ---- | ------ |
| 1    | Katie Archibald      | 2   | 1   | 6   | 1   | 3   | 1   | 6   | 1   | 4    | 3    | 160    |
| 2    | Anita Stenberg       | 4   | 2   | 3   | 3   | 4   | 2   | 4   | 2   | 8    | 2    | 145    |
| 3    | Lily Williams        | 1   | 3   | 1   | 10  | 9   | 4   | 2   | 7   | 6    | 5    | 128    |
| 4    | Lara Gillespie       | 13  | 7   | 4   | 4   | 7   | 3   | 7   | 3   | 2    | 1    | 123    |
| 5    | Maggie Coles-Lyster  | 3   | 4   | 5   | 2   | 2   | 7   | 5   | 6   | 5    | 9    | 121    |
| 6    | Sarah Van Dam        | 12  | 8   | 2   | 7   | 1   | 8   | 12  | 4   | 7    | 8    | 100    |
| 7    | Dannielle Khan       | 5   | 6   | 7   | 12  | 5   | 11  | 1   | 10  | 11   | 11   | 86     |
| 8    | Petra Ševčíková      | 10  | 5   | 9   | 5   | 6   | 5   | 10  | 8   | 15   | 4    | 84     |
| 9    | Neah Evans           | 7   | 9   | 12  | 8   | DNS | DNS | 8   | 5   | 1    | 7    | 76     |
| 10   | Olivija Baleišytė    | 9   | 10  | 10  | 9   | 13  | 6   | 11  | 14  | 3    | 6    | 71     |
| 11   | Sophie Lewis         | 11  | 12  | 11  | 6   | 8   | 9   | 3   | 15  | 9    | 10   | 68     |
| 12   | Kate Richardson      | 6   | 11  | 8   | 17  | 15  | 15  | 9   | 15  | 10   | 14   | 41     |
| 13   | Hélène Hesters       | 14  | 18  | 13  | 11  | 10  | 12  | 14  | 9   | 12   | 16   | 33     |
| 14   | Emma Cumming         | 8   | 13  | 14  | 15  | 11  | 17  | 18  | 11  | 14   | 17   | 26     |
| 15   | Amalie Winther Olsen | 17  | 17  | 15  | 14  | DNF | 10  | 13  | 12  | 17   | 18   | 16     |
| 16   | Francesca Selva      | 18  | 15  | 16  | 13  | 14  | 14  | 15  | 17  | 18   | 13   | 12     |
| 17   | Antonieta Gaxiola    | 15  | 16  | DNS | DNS | 12  | 13  | 16  | 13  | 16   | 15   | 12     |
| 18   | Maaike Brandwagt     | 16  | 14  | 17  | 16  | 16  | 16  | 17  | 18  | 13   | 12   | 9      |

## Tableau des médailles sur les épreuves
| Rang  | Nation           | Or | Argent | Bronze | Total |
| ----- | ---------------- | -- | ------ | ------ | ----- |
| 1     | Grande-Bretagne  | 8  | 7      | 9      | 24    |
| 2     | Pays-Bas         | 8  | 3      | 1      | 12    |
| 3     | Nouvelle-Zélande | 6  | 1      | 2      | 9     |
| 4     | Canada           | 5  | 6      | 1      | 12    |
| 5     | Allemagne        | 3  | 1      | 2      | 6     |
| 6     | Belgique         | 2  | 4      | 3      | 9     |
| 7     | Colombie         | 2  | 4      | 2      | 8     |
| 8     | Australie        | 2  | 3      | 4      | 9     |
| 9     | États-Unis       | 2  | 1      | 1      | 4     |
| 10    | Irlande          | 1  | 1      | 2      | 4     |
| 11    | Japon            | 1  | 1      | 0      | 2     |
| 12    | Norvège          | 0  | 4      | 2      | 6     |
| 13    | Pologne          | 0  | 2      | 4      | 6     |
| 14    | France           | 0  | 1      | 1      | 2     |
| 15    | Autriche         | 0  | 1      | 0      | 1     |
| 16    | Espagne          | 0  | 0      | 3      | 3     |
| 17    | Danemark         | 0  | 0      | 2      | 2     |
| 18    | Lituanie         | 0  | 0      | 1      | 1     |
| Total | Total            | 40 | 40     | 40     | 120   |